# Runtuna
Runtuna är en småort (före 2020 tätort) i Nyköpings kommun och kyrkbyn i Runtuna socken.
Ett par kilometer nordost om huvudbebyggelsen ligger Runtuna kyrka.

## Befolkningsutveckling
| Befolkningsutvecklingen i Runtuna 1975–2015 | Befolkningsutvecklingen i Runtuna 1975–2015 | Befolkningsutvecklingen i Runtuna 1975–2015 | Befolkningsutvecklingen i Runtuna 1975–2015 | Befolkningsutvecklingen i Runtuna 1975–2015 |
| ------------------------------------------- | ------------------------------------------- | ------------------------------------------- | ------------------------------------------- | ------------------------------------------- |
|                                             |                                             |                                             |                                             |                                             |
| År                                          |                                             |                                             | Folkmängd                                   | Areal (ha)                                  |
| 1975                                        | 1975                                        |                                             | 203                                         |                                             |
| 1980                                        | 1980                                        |                                             | 210                                         |                                             |
| 1990                                        | 1990                                        |                                             | 258                                         | 35                                          |
| 1995                                        | 1995                                        |                                             | 258                                         | 35                                          |
| 2000                                        | 2000                                        |                                             | 245                                         | 35                                          |
| 2005                                        | 2005                                        |                                             | 268                                         | 35                                          |
| 2010                                        | 2010                                        |                                             | 250                                         | 35                                          |
| 2015                                        | 2015                                        |                                             | 247                                         | 44                                          |
| Anm.: Ny tätort 1975                        |                                             |                                             |                                             |                                             |

## Samhället
Mitt i orten ligger Skälbykyrkan som är ortens frikyrka. I Runtuna ligger även Dammlötsskolan, som invigdes i början av 1970-talet. 

## Näringsliv
Runtuna Kvarn är fortfarande i bruk. Kvarnen byggdes 1936 och är en elektriskt driven valskvarn där man maler och rensar utsäde. Man har sedan länge inriktat sig på att förädla och sälja ekologiska produkter. Kvarnen är en av få kvarvarande i länet.

## Idrott
Runtuna IK är ortens idrottsförening och har huvudsakligen  fotboll på programmet. Klubben bildades 1943 och fotbollslaget ligger i division 4. Hemmamatcherna spelas på Runavallen.